# ららぽーと新三郷
ららぽーと新三郷（ららぽーとしんみさと）とは、埼玉県三郷市新三郷ららシティ三丁目の武蔵野操車場跡地に建設されたららぽーとのモール型ショッピングセンター（SC）である。

## 概要
2006年7月、日本鉄道建設公団が所有していた武蔵野操車場跡地の三郷市域（51ha）を三井不動産が落札。跡地は三井不動産など6社の共同開発によって、商業施設・戸建住宅・物流施設等からなる新三郷ららシティとして開発された。

駅前ロータリー（西口）オブジェ（2008年3月29日）

本施設はJR武蔵野線新三郷駅西口からペデストリアンデッキで直結し、隣接街区に立地するコストコ新三郷倉庫店（2009年7月7日開業）、IKEA新三郷店（2008年11月19日グランドオープン）と共に新三郷ららシティにおける中核商業施設として位置付けられ、2009年9月17日に178店舗が入る大型SCとして開業した。
テナントは、家電量販店の石丸電気、京王電鉄沿線以外へ初進出の京王百貨店、H&MやZARAなどの外資系ファッション専門店、「よしもと遊べる水族館」や「トーマスタウン」などの娯楽施設のほか、隣接するIKEA新三郷やコストコ新三郷倉庫店とを無料循環シャトルバスで連絡するなど、通常の郊外型ショッピングセンターとは異なる形態でスタートした。
2012年4月25日、新三郷ららシティ4街区にららぽーと新三郷ANNEXが増設プレオープンし、同年4月28日にグランドオープンした。

## 店舗概要
- 構造：地上2階（一部地上4階、ラウンド1のみ、地下1階）建て
- 敷地面積：約8万5,200m2
- 店舗面積：4万6,822m2（大規模小売店舗立地法に基づく店舗面積[9]）
- 延床面積：約14万2,500m2
- 店舗数：178店舗（オープン当初）[2]
- 駐車台数：2,800台
- 駐輪台数：1,240台

ららぽーと新三郷ANNEX
- 構造：地上4階建て
- 敷地面積：3,305.39 m2
- 店舗面積：3,338.84 m2（地上3-4階）
- 延床面積：7,866.03 m2
- 店舗：なし
- 駐車台数：80台（地上1-2階）
- 駐輪台数：0台

※ANNNEX館のテナントであったフォーエバー21は、日本市場撤退に伴い2019年（令和元年）10月31日に閉店。2020年（令和2年）10月30日にスーパースポーツゼビオが開店している。

施設の紹介
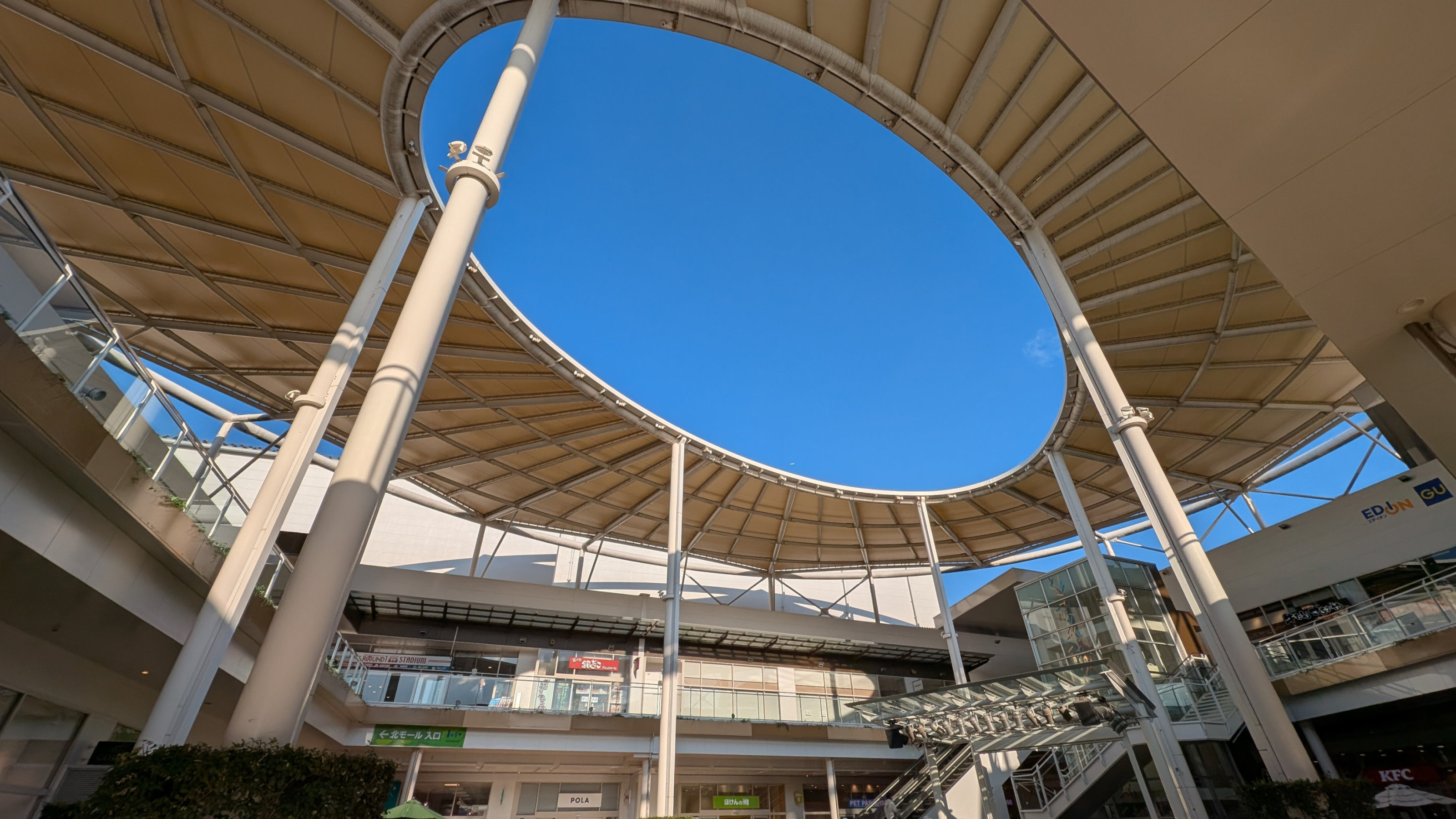
スカイガーデン
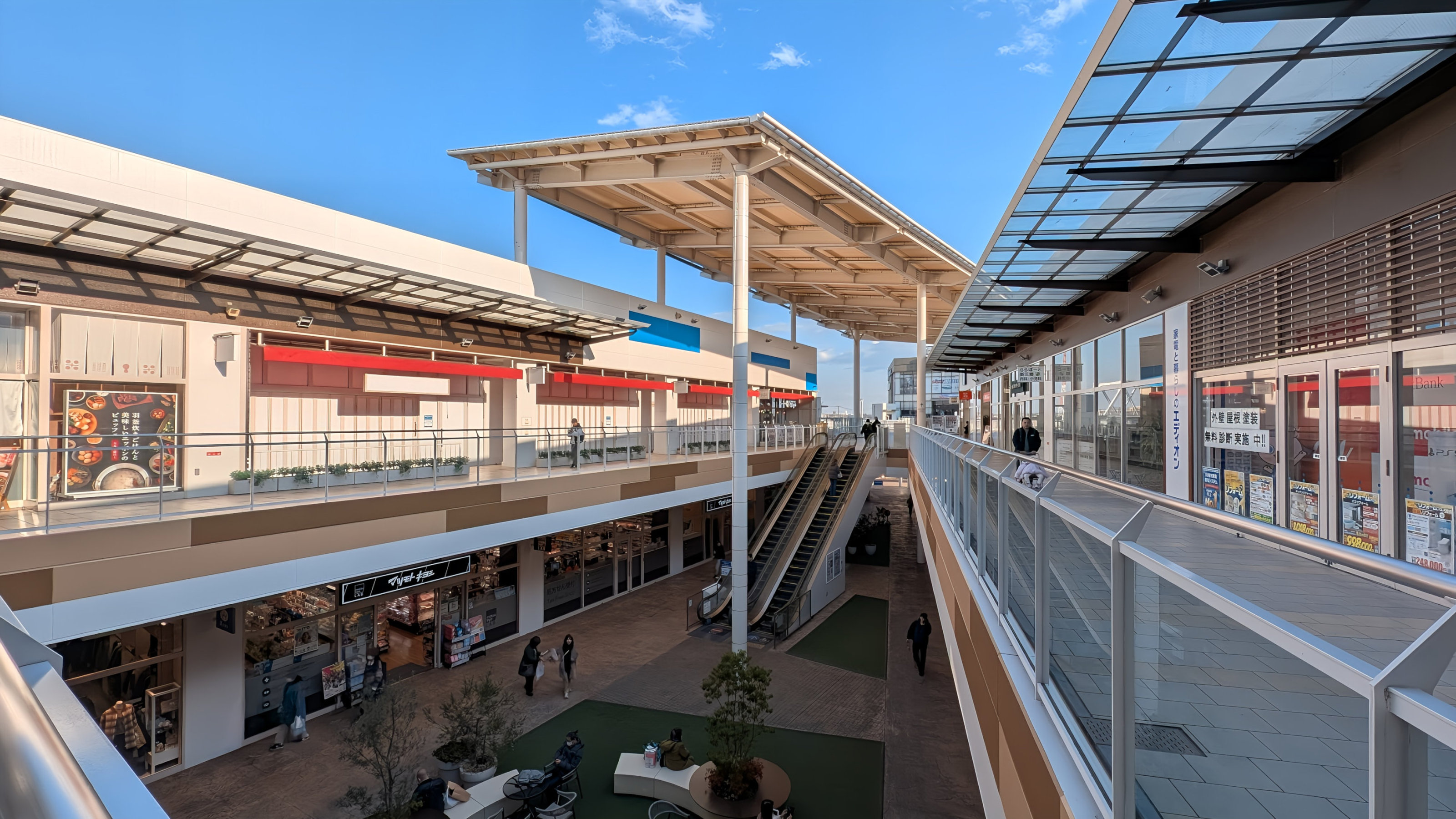
新三郷駅方向
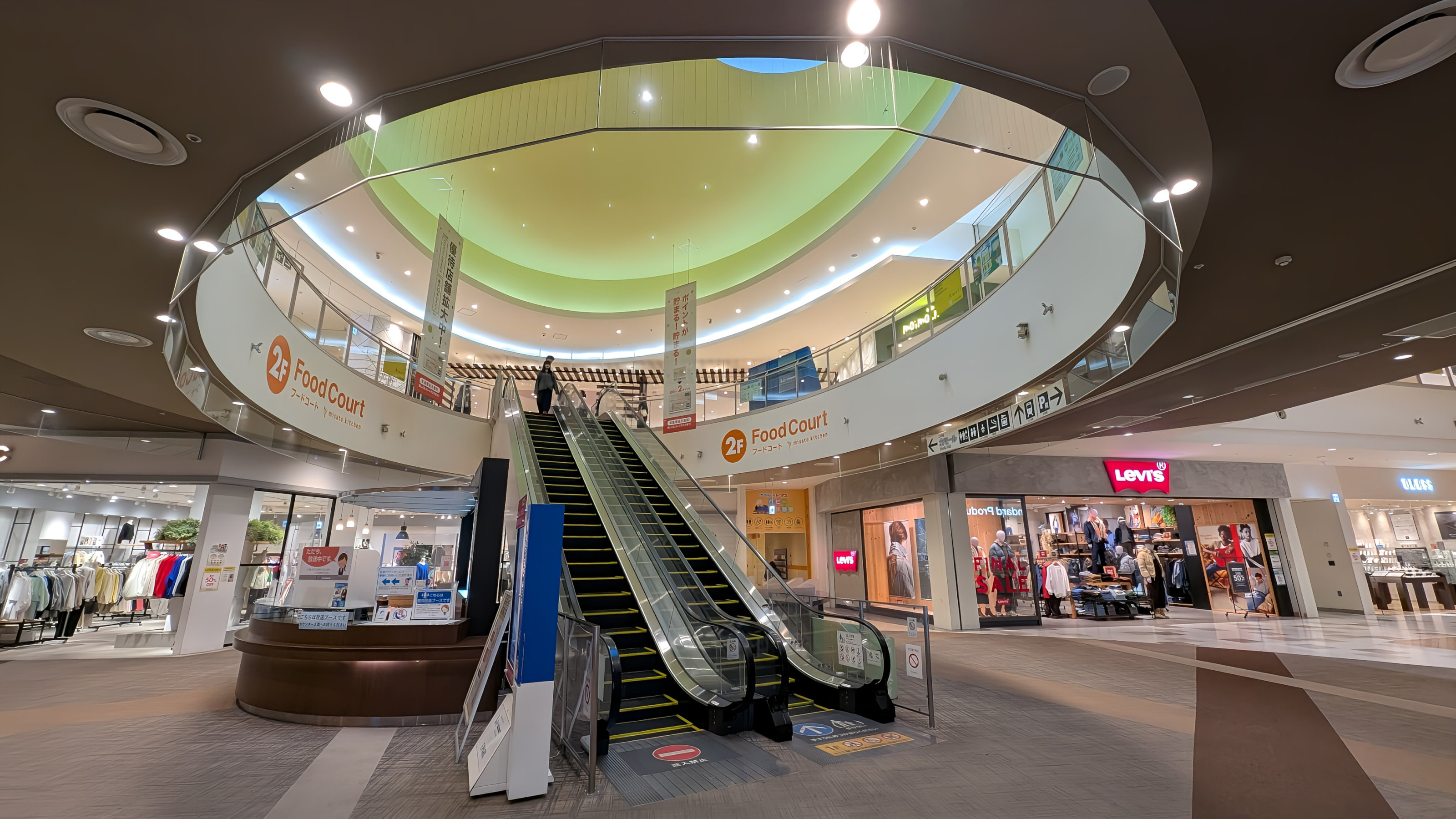
1F 総合案内所付近
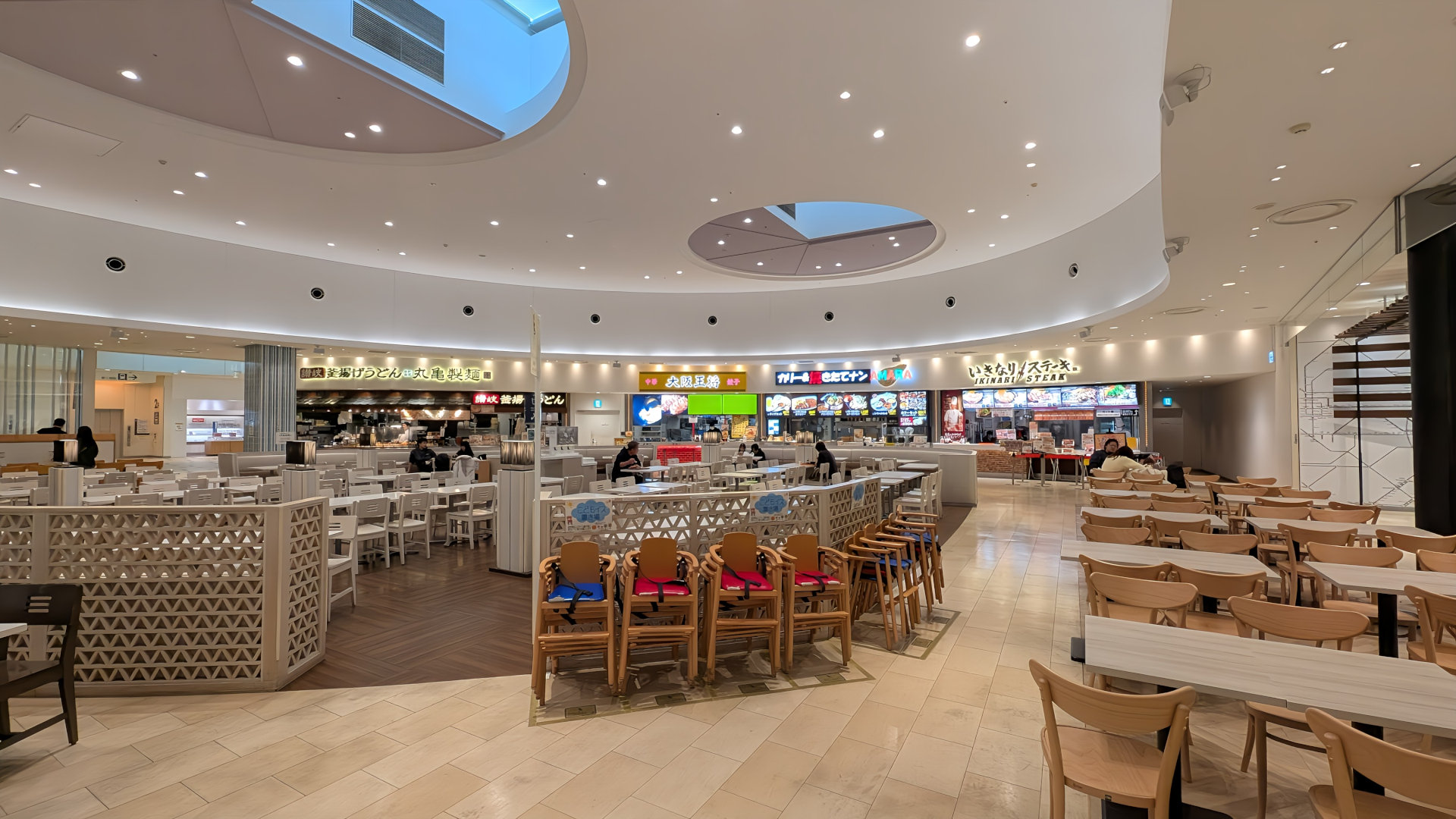
2F・フードコート
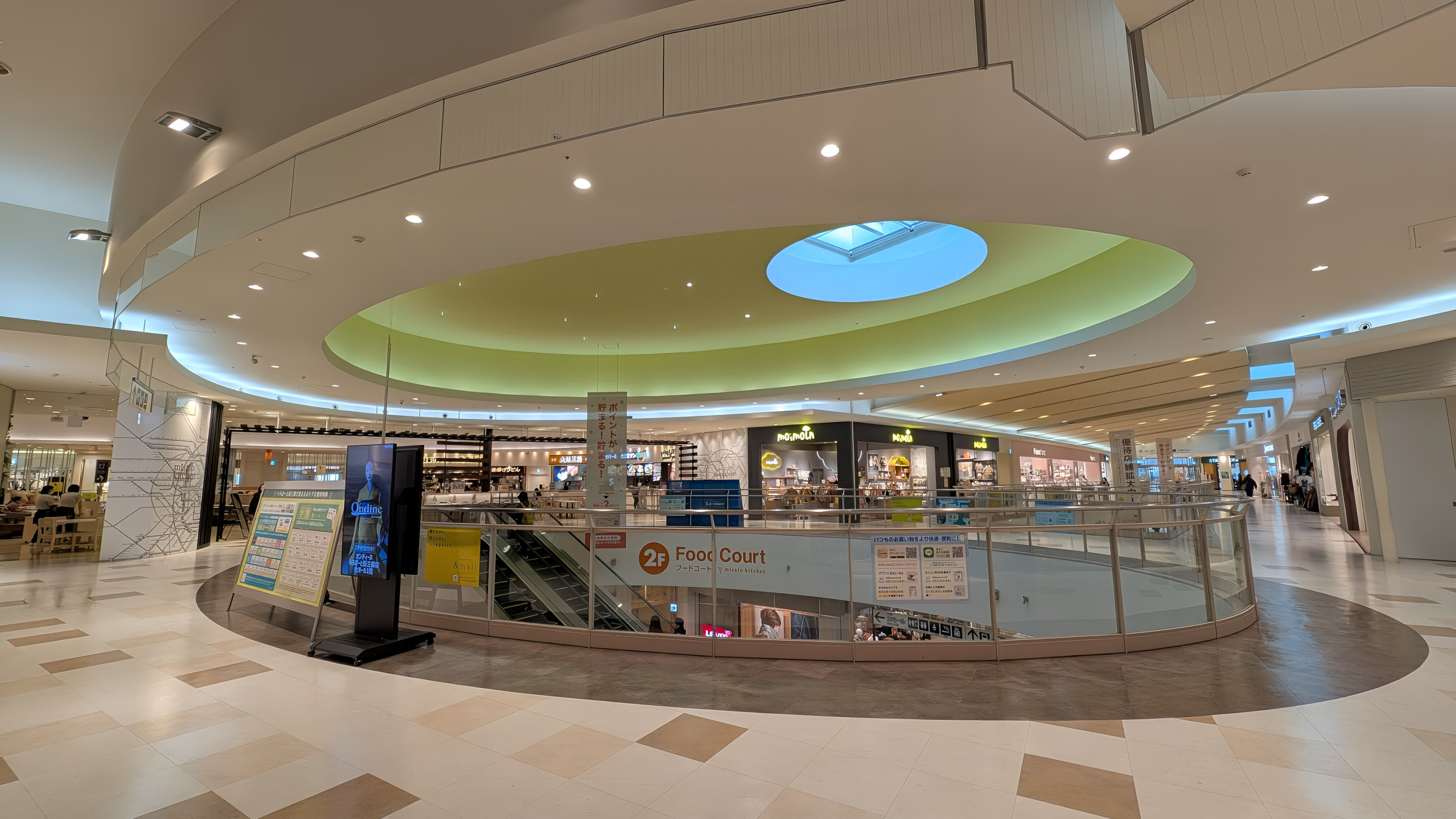
2F フードコート横のエスカレーター
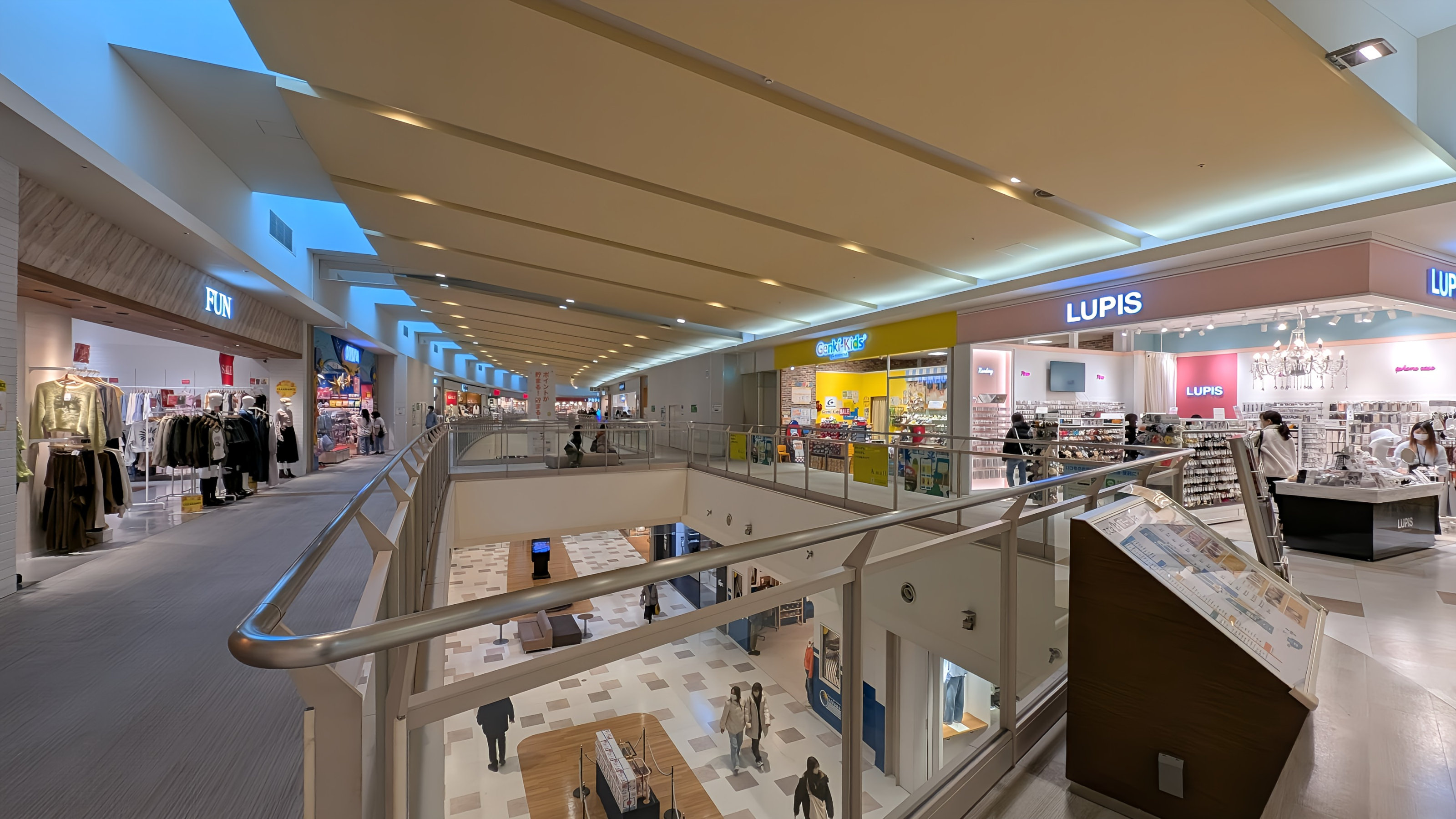
2F 北モール通路
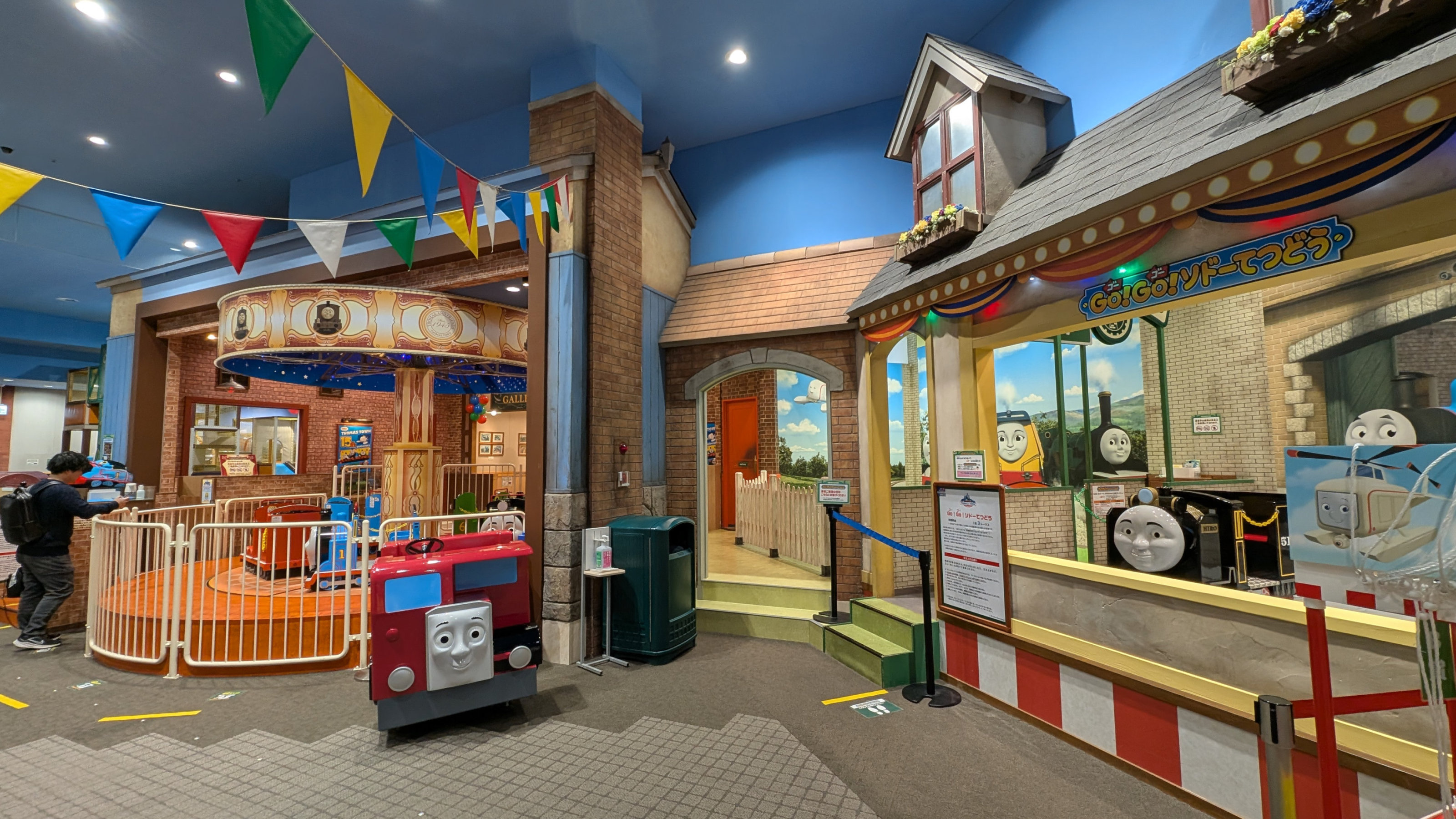
2F トーマスタウン
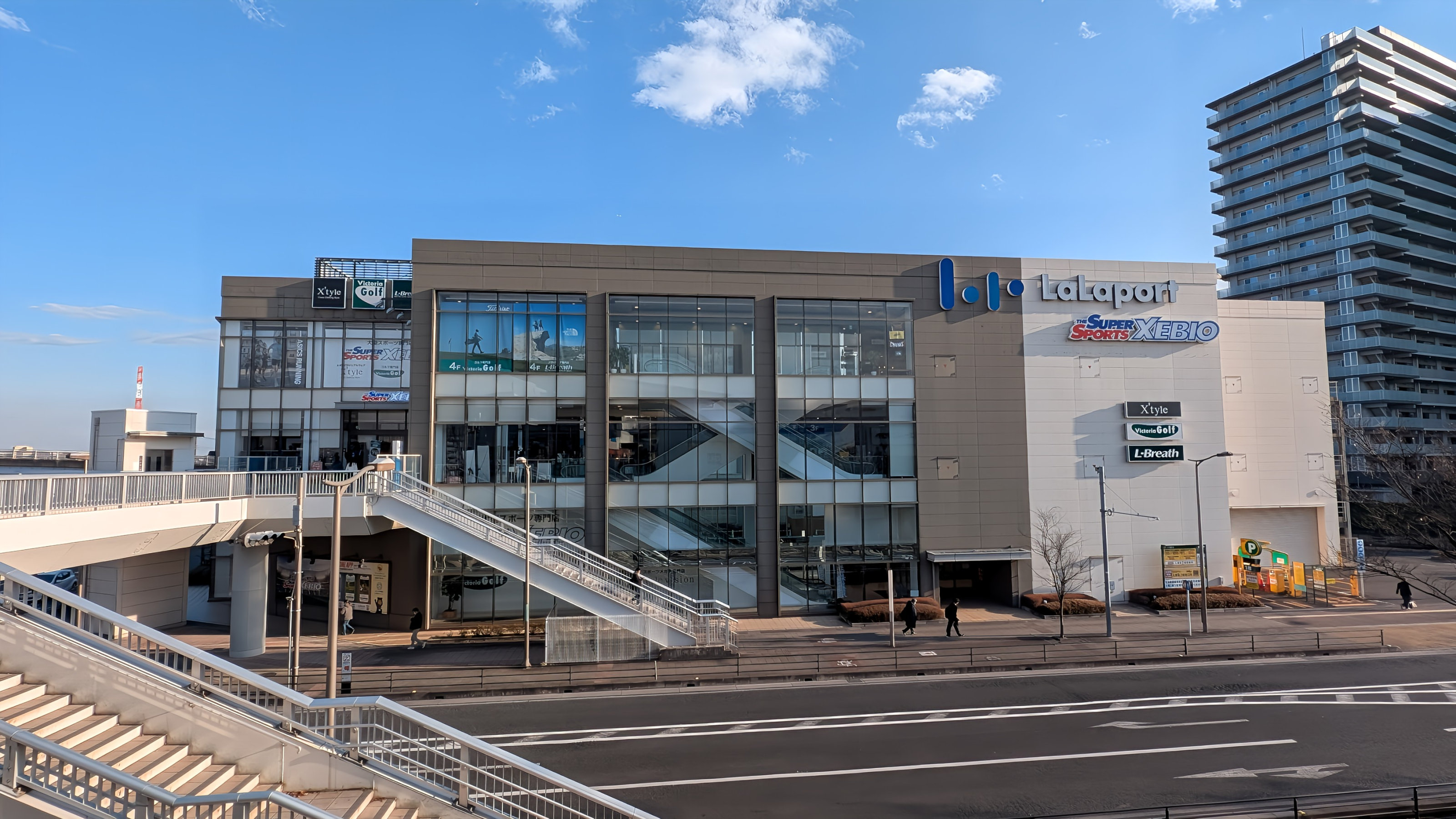
ららぽーと新三郷ANNEX

## テナント

### 主要店舗
- セブン&アイグループ
  - ロフト[11]
  - アカチャンホンポ[11]
- ロピア
- エディオン（開業時は石丸電気[11]）
- ラウンドワン[12]
- 京王百貨店[13]
- ユニクロ[2]
- ライトオン
- 無印良品[11]
- ニトリ[11]
- H&M 埼玉県初出店[11]
- KaBoS
- マツモトキヨシ
- トーマスタウン 新三郷[2]

ららぽーと新三郷ANNEX
- フォーエバー21（閉店） → スーパースポーツゼビオ[14]

## 沿革
- 2008年（平成20年）7月10日 - 着工[15]。
- 2009年（平成21年）9月17日 - 開業[1]。
- 2011年（平成23年）9月16日 - ららぽーと新三郷ANNEX 着工[16]。
- 2012年（平成24年）
  - 4月25日 - ららぽーと新三郷ANNEX プレオープン。
  - 4月28日 - ららぽーと新三郷ANNEX 開業。

## 交通アクセス

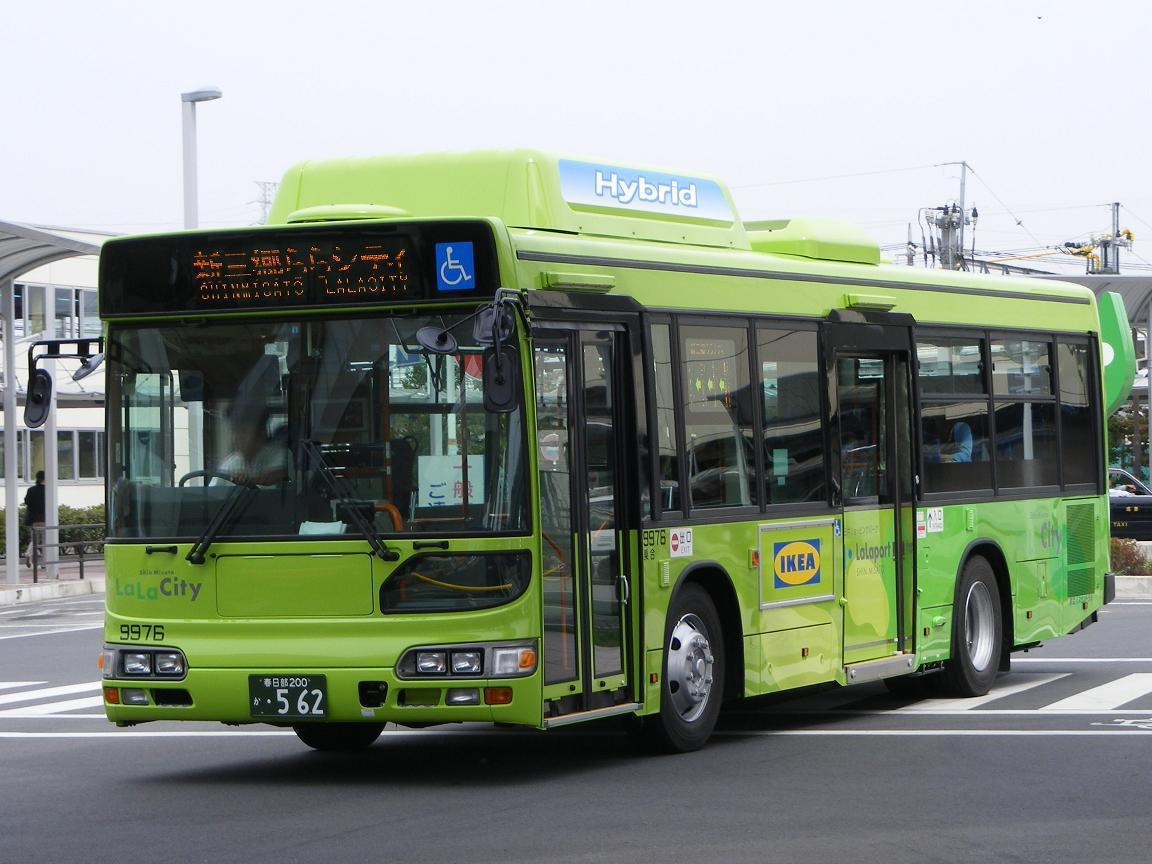
シャトルバス（東武バスセントラル担当）

- 東日本旅客鉄道（JR東日本）武蔵野線 新三郷駅[2]
IKEA新三郷やコストコ新三郷倉庫店とを無料循環シャトルバスが連絡する[2]。

### 注
1. ↑  住民説明会では2008年11月17日オープン予定だったが、同年11月19日に変更。
2. ↑  後に2011年4月10日に閉鎖され、現存しない。同施設の企画には、さかなクンが研究員として参画していた。